# لويز بومونت
لويز بومونت (23 يناير 1959 في كندا - ) هي لاعبة كرة يد كندية. شاركت في الألعاب الأولمبية الصيفية 1976.

## وصلات خارجية
- لويز بومونت على موقع أوليمبيديا (الإنجليزية)